# Подпилипье (Тернопольская область)
Подпилипье (укр. Підпилип'я) — село в Скала-Подольской поселковой общине Чортковского района Тернопольской области Украины.
До 2020 года входило в Борщёвский район.
Код КОАТУУ — 6120888104. Население по переписи 2001 года составляло 130 человек.

## Географическое положение
Село Подпилипье находится на правом берегу реки Збруч, выше по течению на расстоянии в 1,5 км расположено село Турильче, ниже по течению на расстоянии в 1 км расположено село Вербовка, на противоположном берегу — село Подпилипье.

## История
- 1493 год — первое упоминание о селе.

## Объекты социальной сферы
- Фельдшерско-акушерский пункт.

## Известные люди
В селе родился Щепановский, Адам Михайлович — Герой Социалистического Труда.